# 林思羅普鎮區 (明尼蘇達州契皮瓦縣)
林思羅普鎮區（英語：Leenthrop Township）是位於美國明尼蘇達州契皮瓦縣的一個行政鎮區。

## 地方資料
林思羅普鎮區的面積為92.50平方千米，當中陸地面積為92.50平方千米，而水域面積為0.00平方千米。根據2020年美國人口普查的數據，當地共有人口241人，而人口密度為每平方千米2.61人。